# Łużek (staw)
Łużek – staw w Warszawie, w dzielnicy Ursynów.

## Położenie i charakterystyka
Staw leży po lewej stronie Wisły, w stołecznej dzielnicy Ursynów, na obszarze MSI Jeziorki Północne, na północ od ulicy Spornej, niedaleko węzła drogowego łączącego S2 z S7 i S79 – Warszawa Lotnisko (według Państwowego Rejestru Nazw Geograficznych – węzeł Warszawa-Południe). Znajduje się na obszarze zlewni Raszynki.
Zgodnie z „Programem Ochrony Środowiska dla m. st. Warszawy na lata 2009–2012 z uwzględnieniem perspektywy do 2016 r.” staw położony jest na wysoczyźnie, a jego powierzchnia wynosi 0,2143 ha. Według numerycznego modelu terenu udostępnionego przez Geoportal lustro wody znajduje się na wysokości 106,0 m n.p.m. Identyfikator MPHP to 130936551.
Zgodnie z miejscowym planem zagospodarowania przestrzennego Zachodniego Pasma Pyrskiego w rejonie ulicy Krasnowolskiej z 2010 roku ustala się ochronę stawu oraz jego otoczenia m.in. poprzez zakaz zasypywania, poboru wody, odprowadzania ścieków i odpadów, ochronę roślinności, wyznaczenie minimalnych odległości budynków oraz ogrodzeń i nakaz renaturalizacji oraz włączania w zieleń parkową.